# Suore di Gesù Redentore
Le Suore di Gesù Redentore, già dette del Patrocinio di San Giuseppe, sono un istituto religioso femminile di diritto pontificio: le suore di questa congregazione pospongono al loro nome la sigla S.G.R.

## Storia
La congregazione fu fondata da Victorine Le Dieu de la Ruaudière, in religione Maria Giuseppa di Gesù (1809-1884). L'opposizione dei genitori e poi il dovere di accudire il padre rimasto vedovo le impedirono in gioventù di abbracciare la vita religiosa ma a ventiquattro anni emise privatamente il voto di perpetua castità: nel 1863 ottenne da papa Pio IX il permesso di ritenere il Santissimo Sacramento nel proprio oratorio domestico per la celebrazione della messa quotidiana e l'adorazione eucaristica in spirito di riparazione e dovette impegnarsi a organizzare un'associazione di donne viventi in comunità, dedite alle opere di zelo.
Tornata ad Avranches, la Le Dieu diede inizio alla Pia associazione dell'Adorazione riparatrice, approvata da Jean-Pierre Bravard, vescovo di Coutances, il 31 gennaio 1864.
Il 1º febbraio 1865 la Le Dieu vestì l'abito religioso assieme a una compagna e, presso Mont-Saint-Michel, aprì un orfanotrofio maschile. A causa di alcuni dissensi con i cistercensi di Pontigny, da cui dipendeva Mont-Sant-Michel, la comunità si trasferì a Saint-Maximin-la-Sainte-Baume, in diocesi di Fréjus: a causa delle difficoltà economiche molte religiose lasciarono la comunità e nel 1873 il vescovo Jordany sciolse la congregazione.
La fondatrice e le compagne rimastele fedeli si rifugiarono prima a Parigi, poi ad Aulnay-sous-Bois e a Levallois-Perret, ma trovarono sempre numerosi ostacoli: consigliata dal nunzio apostolico, la Le Dieu lasciò la comunità e si trasferì a Roma, sotto la protezione del cardinale Vicario, dove il 30 luglio 1881 rivestì l'abito religioso: il 4 agosto 1883 aprì un orfanotrofio in via Tasso.
La congregazione si divise in un ramo francese, con sede ad Aulnay, e uno italiano, ma i gruppi si riunirono nel 1925.
La congregazione ricevette il pontificio decreto di lode il 29 agosto 1916 e le sue costituzioni furono approvate definitivamente dalla Santa Sede l'8 febbraio 1933.

## Attività e diffusione
Le religiose si dedicano a diverse opere educativo-assistenziali: cura dell'infanzia, insegnamento, servizio in ospedali, carceri, sanatori, aiuto ai parroci.
Sono presenti in Colombia, Francia, Italia, Nigeria, Romania, Spagna; la sede generalizia è a Fonte Nuova.
Alla fine del 2008 la congregazione contava 201 religiose in 28 case.